# Bukiyip jezik
Bukiyip jezik (bukiyúp; planinski arapeški; mountain arapesh; ISO 639-3: ape), jedan od tri arapeška jezika, šira skupina Kombio-Arapesh, porodica torricelli, kojim govori 16 200 ljudi (2003 SIL) u provinciji East Sepik u Papui Novoj Gvineji. 
Jezik se govori u planinama Torricelli, distrikt Yangoru, a etnički su poznati kao Planinski Arapeši. Pismo: latinica.

## Vanjske poveznice
- Ethnologue (14th)
- Ethnologue (15th)